# Berlin 1948
Berlin 1948 (Alternativtitel East vs. West: Berlin 1948) ist ein historisches Adventure-Computerspiel, welches von Time Warp Productions entwickelt und von  Rainbow Arts 1989 veröffentlicht wurde. 

## Technik
Das Spiel verwendet eine für das Genre unübliche Vogelperspektive. Mittels Audiokassette wurde eine Sprachausgabe ergänzt, um Speicherplatzprobleme zu umschiffen.

## Handlung
Der Spieler muss als Agent der CIA in Berlin zur Zeit der Luftbrücke eine Atombombe ausfindig machen.

## Rezeption
Spielerisch beschränke es sich auf das Anklicken von Orten, die dann Informationen preisgeben. Das virtuelle Berlin sei recht groß, sodass der Spieler zunächst nicht weiß, wo er mit der Recherche beginnen soll. Das geschichtsträchtige Intro sei langatmig. Auf dem Amiga sei die ständige Ladezeit zwischen den Bildschirmen so störend, dass die eigentliche Handlung zu kurz komme. Der Sound sei ebenfalls vernachlässigt worden. Es sei im Stile alter Humphrey Bogart Filme gehalten. Am PC sei nur die VGA-Fassung empfehlenswert.